# Тутан, Себастьен
Себастьен Тутан (фр. Sébastien Toutant; род. 9 ноября 1992 года, Л'Асомсьон, Квебек, Канада) — канадский сноубордист, выступающий в слоупстайле и биг-эйре. Олимпийский чемпион 2018 в биг-эйре.

## Спортивная карьера
Себастьен Тутан вначале своей карьеры занимался горнолыжным спортом на горнолыжном курорте Валь-Сен-При в Квебеке, Канада. В возрасте 9 лет по воле случая перешел в сноуборд, Себастьен сломал лыжи на семейном празднике и занял старый сноуборд своего брата.
На всемирных экстремальных играх собрал комплект наград, 2 золота в слоупстайле, 4 серебра в слоупстайле и биг-эйре и 1 бронза в биг-эйре.
На чемпионатах мира по сноуборду, проводимых Всемирной федерацией сноуборда (WSF), Себастьен Тутан завоевал серебро в соупстайле (2012) и бронзу в биг-эйре (2016).
В 2014 году Себастьен Тутан дебютировал на зимних Олимпийских играх в Сочи, заняв в слоупстайле итоговое 9-е место.
В 2018 году на зимних Олимпийских играх в Пхёнчхане Себастьен Тутан стал 11-м в слоупстайле и выиграл золотую медаль в биг-эйре.

## Спортивные достижения
- Олимпийский чемпион по сноуборду в дисциплине биг-эйр (2018);
- Двукратный чемпион X-Games (слоупстайл — 2011, 2013);
- Четырёхкратный серебряный призёр X-Games (слоупстайл — 2011, 2016, 2017; биг-эйр — 2011);
- Бронзовый призёр X-Games (биг-эйр — 2012);
- Многократный победитель и призёр этапов кубка мира.

## Призовые места на этапах Кубка мира

### 1-е место
- 20 ноября 2010, Стокгольм, Швеция (биг-эйр)
- 19 февраля 2011, Стоунхем[англ.], Канада (биг-эйр)
- 12 февраля 2017, Квебек, Канада (слоупстайл)

### 2-е место
- 17 декабря 2016, Купер[англ.], США (биг-эйр)